# San Cristóbal de Trabancos
San Cristóbal de Trabancos (antiguamente Cebolla) es una localidad española, pedanía del municipio de Rasueros, perteneciente a la provincia de Ávila, en la comunidad autónoma de Castilla y León.

## Geografía
Está a una distancia de 56 km de Ávila, la capital provincial. Forma parte de la comarca de La Moraña. Es comúnmente conocido por sus anteriores denominaciones: Cebolla o Cebolla de Trabancos. Su altitud es de 854 m sobre el nivel del mar, su latitud es 40.59 N y su longitud es 5.04 O. La localidad se encuentra ubicada próxima al curso del río Trabancos.

## Historia
Hacia mediados del siglo XIX, el lugar, por entonces con ayuntamiento propio, tenía contabilizada una población de 89 habitantes. La localidad aparece descrita en el sexto volumen del Diccionario geográfico-estadístico-histórico de España y sus posesiones de Ultramar de Pascual Madoz de la siguiente manera:

CEBOLLA: l. con ayunt. de la prov. y dióc. de Avila (9 leg.), part. jud. de Arévalo (6), aud. terr. de Madrid (25), c. g. de Castilla la Vieja (Valladolid 14): sit. en terreno algun tanto elevado, le combaten todos los vientos y su clima es propenso á fiebres intermitentes: tiene 24 casas de un solo piso, la de ayunt., una plaza de figura irregular, escuela de instruccion primaria comun á ambos sexos, á cargo de un maestro con una dotacion insignificantísima, y una igl. parr. (San Cristobal) aneja de la de El Ajo, cuyo párroco la sirve; el cementerio se halla en parage que no ofende la salud pública. Confina el térm. N. Rasueros; E. Cisla y Mamblas; S. El Ajo y Flores, y O. Ragama; se estiende una leg. en todas direcciones. El r. Trabancos le atraviesa, el cual pasa inmediato á la pobl. y es de curso perenne aunque de escaso caudal; sus aguas la utilizan los vec. para sus usos y el de los ganados: el terreno en lo general es llano, y bastante árido, fertilidad general 4 por 1, abraza 1,400 fan. da tierra cultivada y 50 incultas; de las cultivadas 200 son de primera clase destinadas á cebada y trigo, 400 de segunda á trigo y algarrobas, y 800 de tercera á centeno; se siembra cada año la mitad, quedando lo restante de descanso; hay algunos pastos y majuelos. caminos: los de pueblo á pueblo en mediano estado. El correo se recibe de Peñaranda de Bracamonte, sin dia señalado, por el primero que se presenta. prod.: lo ya referido, garbanzos y alguna que otra legumbre; mantiene ganado lanar y vacuno; cria caza de liebres y perdices; en el r. pesca menuda. pobl.: 24 vec., 89 alm. cap. prod.: 672,500 rs. imp.: 26,900. contr.: 5,415 rs. con 4 mrs.
(Madoz, 1847, pp. 278-279)

Hasta la reforma de la nomenclatura municipal de 1916 el municipio se llamaba simplemente Cebolla. En dicha fecha su nombre fue modificado por el de Cebolla del Trabancos. Más adelante, hacia 1960, pasó a llamarse San Cristóbal de Trabancos. El municipio de San Cristóbal de Trabancos desapareció en 1976 al fusionarse con el de Rasueros.

## Demografía
| Gráfica de evolución demográfica de San Cristóbal de Trabancos entre 1842 y 1970 |
| |
| Población de derecho según los censos de población del INE. Población de hecho según los censos de población del INE.En estos censos se denominaba Cebolla: 1842, 1857, 1860, 1877, 1887, 1897, 1900 y 1910. En estos censos se denominaba Cebolla de Trabancos: 1920, 1930, 1940 y 1950. Entre el censo de 1981 y el anterior, este municipio desaparece porque se integra en el municipio Rasueros. |